# Szenegál az 1964. évi nyári olimpiai játékokon
Szenegál a japán Tokióban megrendezett 1964. évi nyári olimpiai játékok egyik részt vevő nemzete volt. Az országot az olimpián 1 sportágban 12 sportoló képviselte, akik érmet nem szereztek. Szenegál első alkalommal vett részt az olimpiai játékokon.

## Atlétika
Férfi
| Versenyző                                                           | Versenyszám     | Előfutam | Előfutam | Előfutam | Negyeddöntő | Negyeddöntő | Negyeddöntő | Elődöntő | Elődöntő | Elődöntő | Döntő   | Döntő    |
| Versenyző                                                           | Versenyszám     | Idő      | Hely.    | Össz.    | Idő         | Hely.       | Össz.       | Idő      | Hely.    | Össz.    | Idő     | Helyezés |
| ------------------------------------------------------------------- | --------------- | -------- | -------- | -------- | ----------- | ----------- | ----------- | -------- | -------- | -------- | ------- | -------- |
| Bassirou Doumbia                                                    | 100 m           | 11,02    | 5.       | 59.      | kiesett     | kiesett     | kiesett     | kiesett  | kiesett  | kiesett  | kiesett | kiesett  |
| Abdoulaye N'Diaye                                                   | 100 m           | 11,06    | 6.       | 61.      | kiesett     | kiesett     | kiesett     | kiesett  | kiesett  | kiesett  | kiesett | kiesett  |
| Alioune Sow                                                         | 200 m           | 21,91    | 5.       | 40.*     | kiesett     | kiesett     | kiesett     | kiesett  | kiesett  | kiesett  | kiesett | kiesett  |
| Amadou Gakou                                                        | 400 m           | 50,1     | 7.       | 48.      | kiesett     | kiesett     | kiesett     | kiesett  | kiesett  | kiesett  | kiesett | kiesett  |
| Mamadou Sarr                                                        | 400 m gát       | 53,2     | 6.       | 25.      |             |             |             | kiesett  | kiesett  | kiesett  | kiesett | kiesett  |
| Malang Mané Bassirou Doumbia Malick Diop Alioune Sow                | 4 × 100 m váltó | 40,55    | 4.       | 12.      |             |             |             | 40,26    | 6.       | 12.      | kiesett | kiesett  |
| Daour M'baye Guèye Daniel Thiaw Mamadou N'Diaye Papa M'Baye N'Diaye | 4 × 400 m váltó | 3:12,5   | 6.       | 15.      |             |             |             |          |          |          | kiesett | kiesett  |

| Versenyző   | Versenyszám | Selejtező | Selejtező | Döntő    | Döntő    |
| Versenyző   | Versenyszám | Eredmény  | Helyezés  | Eredmény | Helyezés |
| ----------- | ----------- | --------- | --------- | -------- | -------- |
| Mansour Dia | Hármasugrás | 15,84 m   | 10.       | 15,44 m  | 13.      |

* - egy másik versenyzővel azonos időt ért el